# Геоморфологія

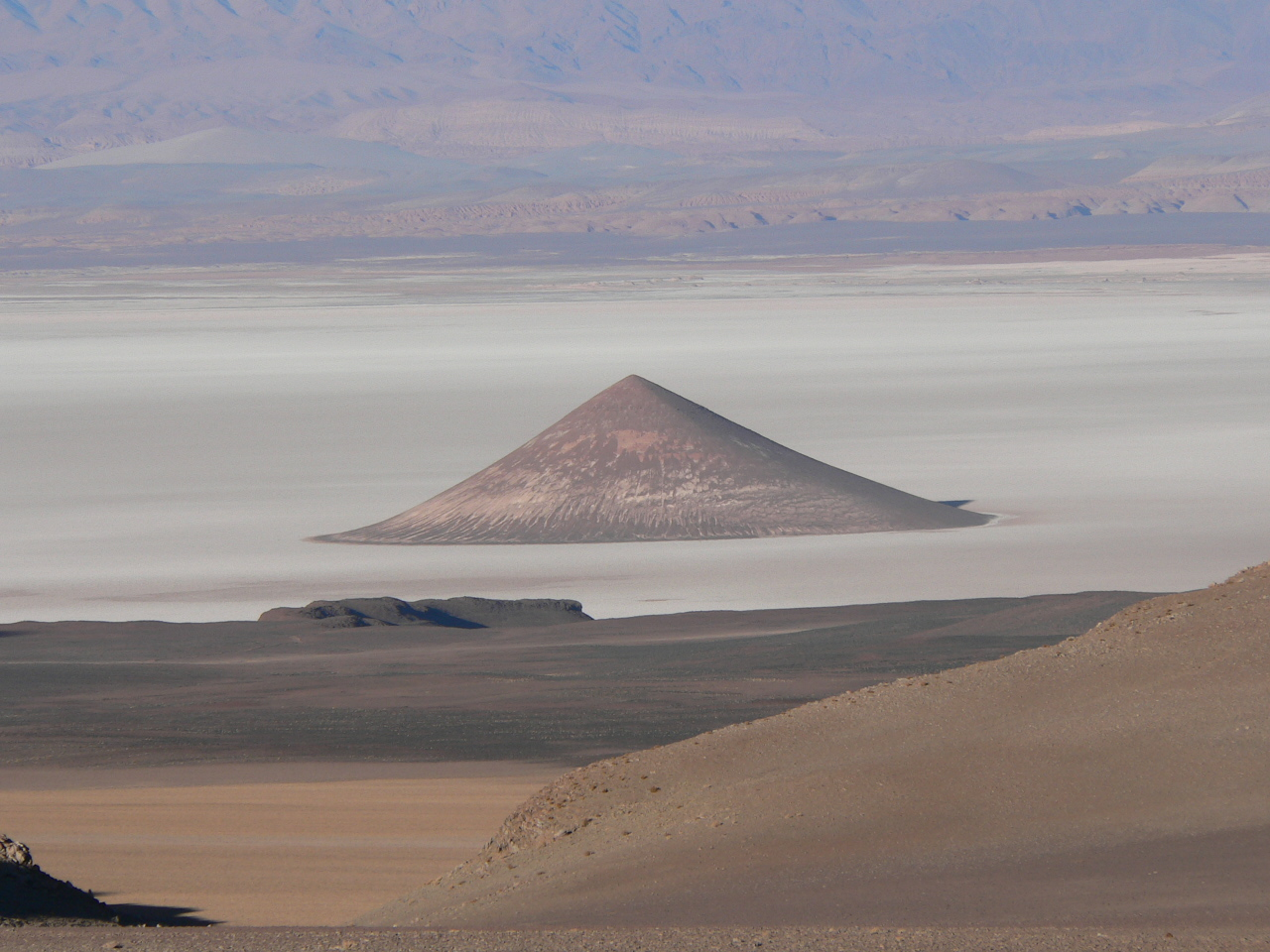
Стратовулкан

Геоморфоло́гія (від дав.-гр. γῆ — «земля», μορφή — «форма» та λόγος — «наука») — досліджує рельєф, його зовнішній вигляд, походження, історію розвитку, сучасну динаміку та закономірності географічного поширення.
Зовнішній вигляд рельєфу Земної поверхні (морфологія), його походження (генезис), вік та динаміка розвитку.
Геоморфологія вивчає рельєф земної поверхні як системоутворюючого елементу всього довкілля. Метеоролого-кліматичні особливості, характер розміщення поверхневих і підземних вод, ґрунто-рослинний покрив, ландшафти. Розподіл населення Землі та його господарська діяльність значною мірою також залежать від особливостей морфології земної поверхні, походження та віку великих або дрібних форм рельєфу, темпів їх перетворення внаслідок природних чи антропогенних чинників.
Пошук корисних копалин, проєктування, а також будівництво та експлуатація інженерних споруд, різні види господарської діяльності (промислове і цивільне будівництво, сільськогосподарське використання земель, гідротехніка та меліорація, будівництво нафто- і газопроводів, авто- і залізничних шляхів, ліній електропередач і засобів зв'язку, військові роботи тощо) зумовили появу науково-прикладних напрямків — розвідувальної та інженерної геоморфології. Впродовж останнього десятиліття ХХ ст. сформувалася екологічна геоморфологія, що разом з іншими науками має на меті вирішення екологічних проблем довкілля.

## Засоби вивчення
- Морфоструктурний аналіз рельєфу.

## Основні завдання
- аналіз морфології рельєфу
- визначення генезису рельєфу
- визначення віку рельєфу
- відтворення етапів розвитку рельєфу
- встановлення інтенсивності змін під впливом ендо- і екзогенних чинників
- оцінювання придатності різних форм рельєфу для промислово-господарської діяльності

## Основні напрямки
Геоморфологія за предметом досліджень поділяється на:
- загальну (розглядає найбільш широкі питання будови та розвитку рельєфу),
- регіональну (досліджує рельєф окремих ділянок земної поверхні),
- галузеву (вивчає рельєф за певними показниками).

Галузі геоморфології:
- Структурна геоморфологія
- Кліматична геоморфологія
- Палеогеоморфологія
- Динамічна геоморфологія
- Біогеоморфологія
- Антропогенна геоморфологія
- Прикладна геоморфологія (розвідувальна, інженерна, урбогенна, агрогенна)
- Екологічна геоморфологія
- Морфометрія (орометрія)

### Основні напрямки досліджень
- Теорія та методика, методологія загальної геоморфології, системний геоморфологічний аналіз; геоморфологічні закони та геоморфологічні парадигми.
- Теорія та методологія кліматичної геоморфології.
- Теорія та методологія структурної геоморфології.
- Теорія та методологія антропогенної геоморфології.
- Еволюційна геоморфологія: розвиток давнього й експонованого рельєфу; геоморфологічна етапність та хроногеоморфологія; геоморфологічні аспекти еволюції тектоногенезу, седиментогенезу, клімату, гідросфери, біосфери, рельєфоутворюючих процесів.
- Регіональна та планетарна геоморфологія: просторово-часові закономірності. Принципи та підходи до районування. Регіональні геоморфологічні проблеми України.
- Просторова організація сучасного рельєфу й рельєфоутворюючих процесів, їх взаємопов'язане функціонування та прогноз розвитку.
- Просторова організація природно-техногенних геоморфосистем, оцінка стану та прогноз розвитку.
- Методи геоморфологічних досліджень: системний аналіз і математичне моделювання; морфоструктурний та неотектонічний аналіз, морфодинамічний аналіз; геоморфологічне картографування; дистанційні, експериментальні, палеогеоморфологічні, морфометричні методи тощо.
- Прикладні проблеми сучасної геоморфології. Геоморфологічні дослідження при: пошуках корисних копалин, інженерному освоєнні території, сільськогосподарському природокористуванні; геоморфологічні дослідження для розв'язання екологічних проблем; геоморфологічний прогноз; геоморфологічна експертиза; геоморфологічні основи раціонального природокористування в Україні.

### Методи геоморфологічних досліджень
Тісно контактуючи з фундаментальними природничими науками (фізикою, математикою, хімією), геоморфологія широко користується і методами цих наук. Ще більше значення у геоморфологічних дослідженнях мають окремі методи, що лежать в основі наук геологічного комплексу (динамічної, історичної, інженерної геології, гідрогеології тощо) та наук, які вивчають зовнішні сфери географічної оболонки (метеорології, гідрології, ґрунтознавства та ін.).
Методи геоморфологічних досліджень:
- Діалектичний метод пізнання навколишнього середовища. Методологічна основа всіх геолого-географічних наук, а серед них і геоморфології. Він ілюструється взаємним зв'язком природних явищ, взаємодією протилежних сил, стрибкоподібним характером розвитку тощо;
- Історичний метод (вивчає рельєф у послідовному розвитку).
- Генетичний метод (вивчає походження окремих форм і типів рельєфу).
- Порівняльно-описовий метод (виявляє різницю у прояві геоморфологічних процесів, вивчає основні фактори формування рельєфу),
- Математичні методи (забезпечують дослідників кількісною інформацією про рельєф — геометричні, кінематичні та ін.).

У той же час навіть найширший набір методів згаданих наук не може задовольнити спеціальних потреб геоморфології. Виступаючи як самостійна наука, геоморфологія має свій власний об'єкт дослідження (рельєф), а отже, і базується на специфічних методах його аналізу.
В залежності від організації геоморфологічних робіт розрізняють:
- методи польових геоморфологічних досліджень (експедиційні), які спираються на маршрутні обстеження території і поєднуються з геоморфологічним картографуванням;
- методи стаціонарні, що передбачають тривалі спостереження за динамікою рельєфу на спеціально визначених стаціонарах, які організовують у межах характерних для даної території (ключових) ділянок;
- методи камеральні, які спрямовані на опрацювання польових матеріалів, їх узагальнення, моделювання рельєфу тощо.

За спрямуванням геоморфологічних досліджень виділяються дві великі групи методів:
- геолого-геоморфологічні (спрямовані головним чином на аналіз зв'язків будови поверхні з геологічною основою; за допомогою цих методів визначаються, наприклад, вік рельєфу, особливості його розвитку у минулому тощо);
- географо-геоморфологічні, пов'язані з вивченням інтенсивності геоморфологічних процесів, їх прогнозуванням на майбутнє тощо.

## Історія
Початок дослідження земної поверхні сягає сивої давнини, перші спроби опису та зображення місцевості виникли одночасно з писемністю. Спочатку створювались описи ойкумени та узбережжя морів, пізніше — примітивні карти. З розвитком наукового пізнання світу перейшли до створення точних карт, виявлення глобальних закономірностей, створення глобальних та локальних геоінформаційних систем з використанням потужних обчислювальних електронних приладів. Як самостійна наукова дисципліна геоморфологія склалася наприкінці XIX — на початку ХХ століть. У її становленні та розвитку особливу роль відіграли дві школи — американська та європейська (головним чином німецька). Початок докладного глобального опису планети було покладено координацією зусиль науковців 13 країн під час Міжнародного геофізичного року (1957—1959), відкрито космічну еру запуском першого в світі супутника Землі.

### Геоморфологічні дослідження в світі

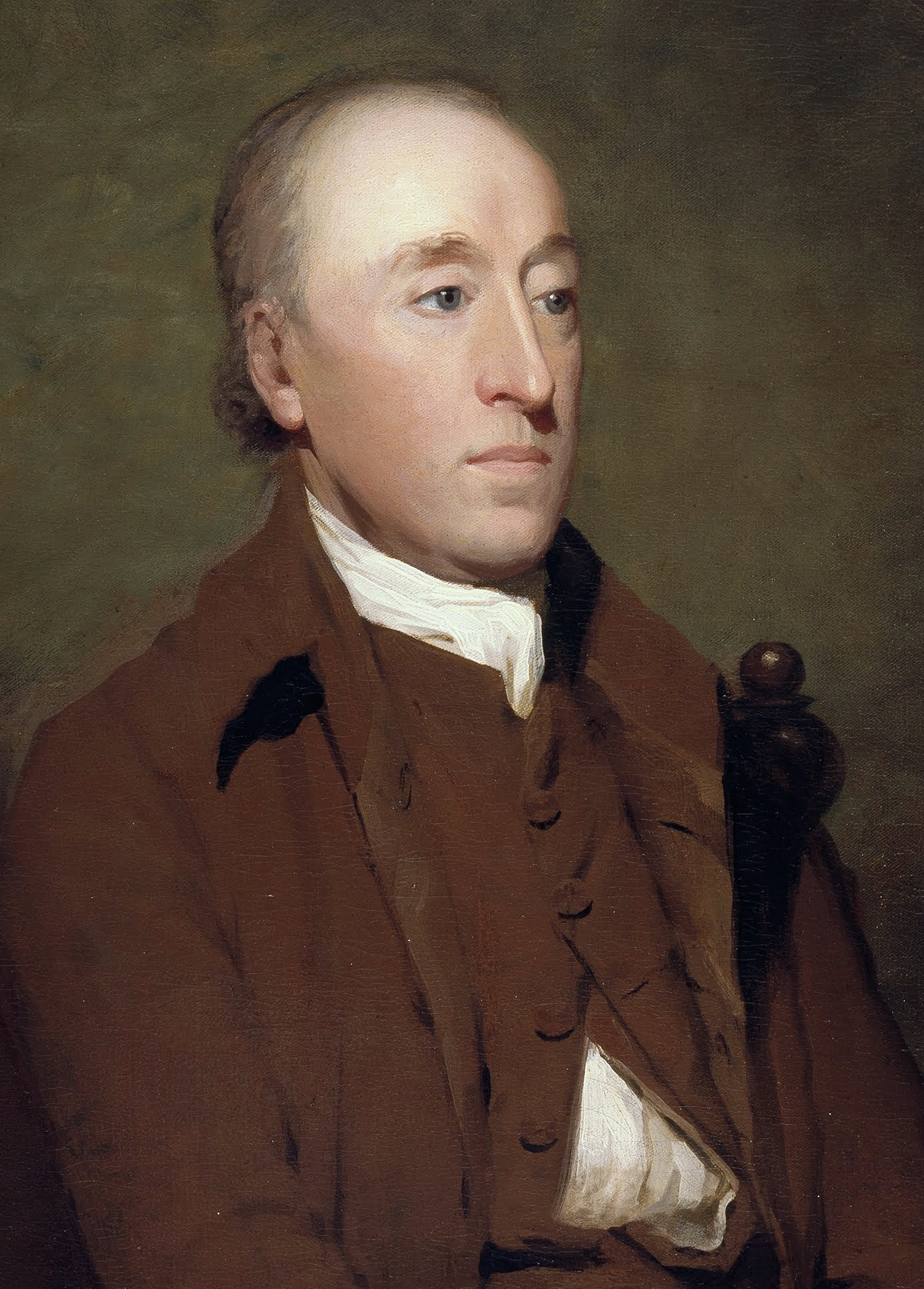
Джеймс Гаттон (1726—1797)

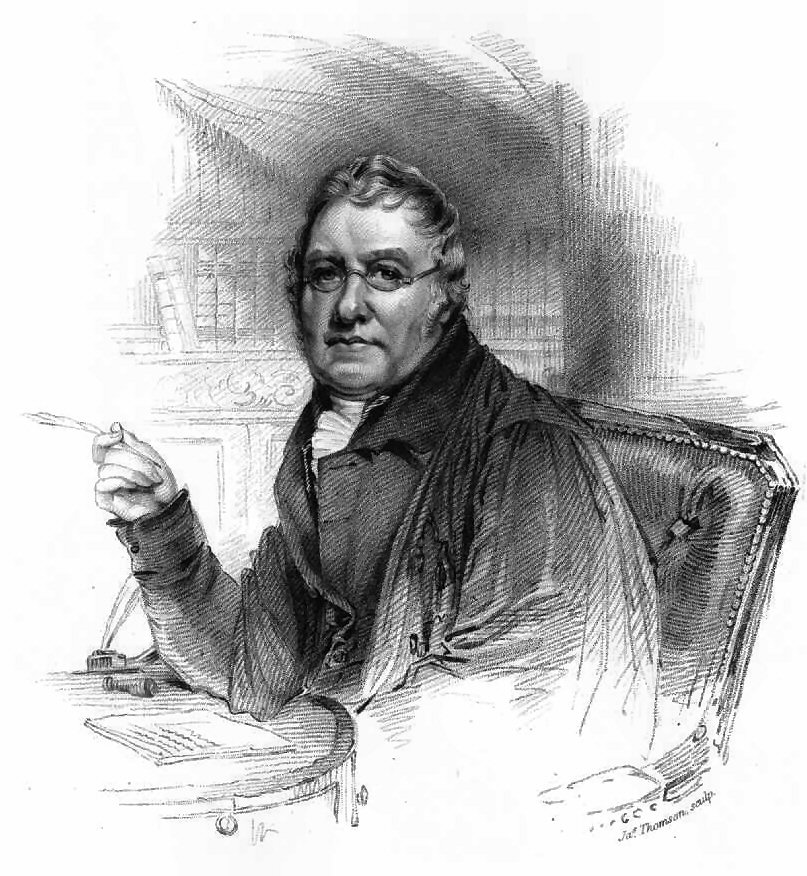
Джон Плайфер (1748—1819)

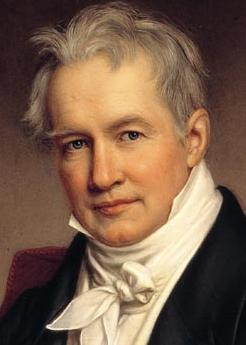
Олександр Гумбольдт (1769—1859)

Відомості про рельєф Землі нагромаджувалися під час усього розвитку людського суспільства, проте як наукова дисципліна геоморфологія почала формуватися лише наприкінці XVIII — на початку XIX століть. До того часу вивчення рельєфу мало описовий характер, здійснювалося під час геологічних, географічних або землеописових досліджень. Проте й у часи середньовіччя висловлювали сміливі думки щодо деяких аспектів розвитку земної поверхні. Так, геніальний художник, інженер i вчений Леонардо да Вінчі був переконаний, що обриси суходолу не є постійними, i стверджував, що річкові долини утворені самими річками.
Прогресивними для свого часу були також погляди Михайла Ломоносова щодо нерозривного зв'язку рельєфу земної поверхні з внутрішньою будовою земних надр, безперервної зміни форм рельєфу, викладені в праці «Про шари земні».
Поштовхом до формування геоморфологічних уявлень і вивчення рельєфу як компонента довкілля став розвиток гірничої справи і цілеспрямований пошук корисних копалин у XVIII столітті. Перші наукові уявлення щодо походження та зміни форм рельєфу земної поверхні пов'язані з вченням Ломоносова про те, що основні нерівності земної поверхні — гірські хребти — утворені внутрішніми силами Землі, а їх руйнування зумовлюють вода, вітер та інші чинники, що діють на її поверхні. Шотландський геолог Джеймс Хеттон висловив припущення щодо безперервної мінливості земної поверхні, відкладення продуктів руйнування форм рельєфу на дні моря, «внутрішньої спеки» Землі та її впливу на висотне положення земної поверхні. На формування геоморфологічних уявлень вплинули також праці європейських учених — Плейфера, Вернера, Кюв'є та ін.
Вагомий внесок у розвиток геології та геоморфології у XIX столітті зробив британський геолог Чарльз Лайєль. У книзі «Основи геології» він довів, що рельєф Землі сформувався у геологічному минулому не внаслідок гіпотетичних катастроф, а під дією поступових геологічних процесів, які тривають й понині. Чарльз Лайєль — основоположник принципу актуалізму.
Упродовж XIX століття у багатьох країнах здійснювалися регіональні географічні та геологічні дослідження, внаслідок яких поступово сформувалися уявлення про найрізноманітніші закономірності, властиві навколишньому середовищу, накопичувалися знання щодо особливостей і загальних принципів функціонування земної поверхні, проводилися численні дослідження внутрішніх і зовнішніх чинників формування рельєфу Землі. Відомості про морфологію, походження, вік та динаміку форм рельєфу земної поверхні покладено в основу вчення Вільяма Дейвіса і Вальтера Пенка. Учення В. Дейвіса і В. Пенка є основними напрямами зарубіжної геоморфології. Праці сучасних вітчизняних і закордонних представників геоморфологічної науки або розвивають деякі ідеї цих учених, або містять критичні зауваження, проте завжди певною мірою ґрунтуються на їх ученнях. Так було сформовано наукові засади геоморфології, яка у другій половині XIX століття почала виокремлюватися з комплексних геолого-географічних (землезнавчих) досліджень як самостійна наука, предметом вивчення якої став рельєф.
На початку XXI століття перед геоморфологією залишається завдання дослідження й опису океанічного рельєфу, антропогенних ландшафтів, застосування накопичених знань в планетології при дослідженні інших планет Сонячної системи.

#### Американська геоморфологічна школа

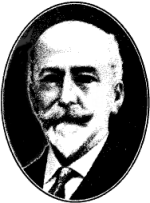
Вільям Морріс Девіс (1850—1934)

Головним у вченні американського геолога Вільяма Девіса є уявлення про розвиток рельєфу та його еволюцію. Певні особливості форм рельєфу, які виникають під час його розвитку, залежать як від характеру процесу, що формує рельєф, так і від геологічної структури. Під впливом відповідного процесу форми рельєфу проходять певні стадії розвитку, які загалом становлять цикл. Учення про ерозійні цикли побачило світ у 1899 році. Дейвіс та його послідовники розглядали еволюцію рельєфу в межах ерозійного, льодовикового, берегового, пустельного і карстового циклів. Крім того, Дейвіс приділяв велику увагу ерозійному циклові, або, як він його називав, циклу нормальної ерозії. Він розглядав розвиток ерозійного рельєфу в умовах тектонічного спокою, тобто за відсутності підняття або опускання земної кори. За вихідний (початковий) рельєф Дейвіс приймав вирівняну ділянку суходолу, підняту на значну висоту над рівнем моря. Під впливом ерозійної діяльності річок рельєф цієї ділянки змінюється, проходячи низку стадій:
- Стадію «юності» характеризують різкі і глибокі розчленування, круті схили, значні коливання висот.
- У стадії «зрілості» рельєф загалом знижений, коливання висот менші, обриси долин і вододілів пом'якшені, схили — пологіші.
- Потім настає стадія «старіння» і «дряхлості», що характеризується ще більшим зниженням і пом'якшенням обрисів рельєфу. Еволюція ерозійного рельєфу в межах нормального циклу завершується утворенням ледь піднятої над рівнем моря і надзвичайно слабкорозчленованої поверхні — «майже рівнини», або пенеплену.

Рельєф наприкінці ерозійного циклу відрізняється від початкового досить кардинально, цикл розвитку завершується і в разі підняття пенеплену над рівнем моря може знову повторитися. Всі особливості земної поверхні, за В. Дейвісом, можна пояснити, застосовуючи аналіз «геоморфологічної тріади»: геологічна структура — екзогенний процес, який формує рельєф на її основі, — стадія розвитку цього процесу.
Позитивним у вченні Дейвіса є те, що воно орієнтує на вивчення розвитку рельєфу. Проте розвиток рельєфу, представлений низкою ізольованих циклів, є досить схематичним. Важко знайти таку ділянку, поверхня якої б формувалася під впливом лише одного процесу. Зазвичай спостерігається поєднання різних геоморфологічних процесів, почасти діалектичних. Помилковим є також припущення, що земна поверхня впродовж циклу перебуває у стані спокою. Отже, багато стадій розвитку рельєфу, за В. Дейвісом, є суто абстрактними і в природі не існують.
Діяльність В. Дейвіса та Г. Джільберта в системі Геологічної служби США (на той час вона займалася численними засекреченими розробками, пов'язаними з пошуком корисних копалин у США) не давала йому можливості повністю оприлюднити результати своїх досліджень.
Варто згадати також динамічну модель розвитку рельєфу земної поверхні, розроблену Л. Кінгом (1967). У будові та еволюції схилу вчений виокремлює чотири елементи — вершину, уступ, уламковий схил і педимент, кожний із яких розвивається диференційовано під впливом різних, але взаємопов'язаних між собою процесів. Головним механізмом вирівнювання рельєфу він вважав педиментацію, а суть його концепції можна записати так: епейрогенез — ерозія і педиментація — стадія. Концепція Кінга доволі гнучка й адаптована до аналізу реального рельєфу.

#### Німецька геоморфологічна школа
Вагомий внесок у розвиток геоморфології зробив німецький геоморфолог Вальтер Пенк, який поглибив учення В. Дейвіса, намагаючись використати вивчення рельєфу і корелятних відкладів як засіб пізнання тектонічних рухів і деформації земної кори. На його думку, у процесах формування схилів і графічних схемах їх розвитку для різних варіантів динаміки тектонічних рухів містяться елементи теоретичних моделей, що стимулювали розвиток усіх геоморфологічних парадигм, насамперед морфодинамічної. Виходячи з того, що всю різноманітність форм земної поверхні становлять схили різних довжин, ухилів та форми, вчений вбачав головне завдання геоморфології у дослідженні схилів, з'ясуванні ролі внутрішньоземних і зовнішніх процесів у їх формуванні. Пенка насамперед цікавили внутрішньоземні, тектонічні процеси. На його думку, саме для з'ясування їх характеру потрібно вивчати рельєф. Таким чином, у розумінні Пенка геоморфологічний аналіз вивчення рельєфу відіграє роль одного з допоміжних геологічних методів тоді, коли потрібно з'ясувати особливості тектонічних рухів. Попри таке спрощене розуміння суті геоморфології, праця Пенка «Морфологічний аналіз» (1924) становить значний інтерес завдяки всебічному і докладному опису процесів формування схилів. Вальтер Пенк, зважаючи на деякі помилки свого попередника, висловив зріліші наукові ідеї, що сприяло подальшому розвитку геоморфології.
Головну увагу Пенк приділяв зв'язкам денудаційних процесів з вертикальними рухами земної кори. Для вивчення тектонічних рухів він застосував аналіз форми схилових поверхонь. За В. Пенком, у разі швидкого та значного підняття, що супроводжується енергійним ерозійним поглибленням долин, схили мають набувати опуклого профілю. За повільнішого підняття і певної відповідності глибинної ерозії до інтенсивності денудації профіль схилів набуває майже прямого вигляду. У разі тривалого стаціонарного стану земної кори, коли ерозійне врізання досягло певної межі, а денудація схилів долин та відступ їхній спрямовані у бік вододілів, схили набувають увігнутого профілю. Якщо після такого формування схилів знову почнеться швидке підняття, то вони набудуть ступінчастого або опукло-ввігнутого профілю.
Уявлення Пенка щодо процесу пенепленізації (руйнування гірських країн та утворення на їх місці майже рівнини — пенеплену) відрізнялися від поглядів В. Дейвіса. На думку вченого, процес знищення межирічних висот розвивається у горизонтальному напрямі внаслідок розростання долин у ширину і руйнування межирічних плато з боків за порівняно малого зменшення їх висоти. Межиріччя починають швидко знижуватися лише після того, як схили сусідніх долин, рухаючись назустріч один одному, зіткнуться між собою. В. Пенк розглядав розвиток рельєфу в умовах одночасного впливу на земну поверхню ендо- та екзогенних чинників. Він запропонував поняття «висхідний» і «низхідний» розвиток рельєфу як наслідки превалюючого впливу ендо- або екзогенних процесів.
У Європі дослідженнями рельєфу і загальними теоретичними питаннями його розвитку також займалися Альбрехт Пенк, Едуард Брікнер (Брюкнер), Альфред Вегенер, Едуард Зюсс, Емманюель де Мартонн, Гюстав Еміль Ог, Ф. Ріхтгофен, Ганс Штілле.

#### Геоморфологія в Російській імперії

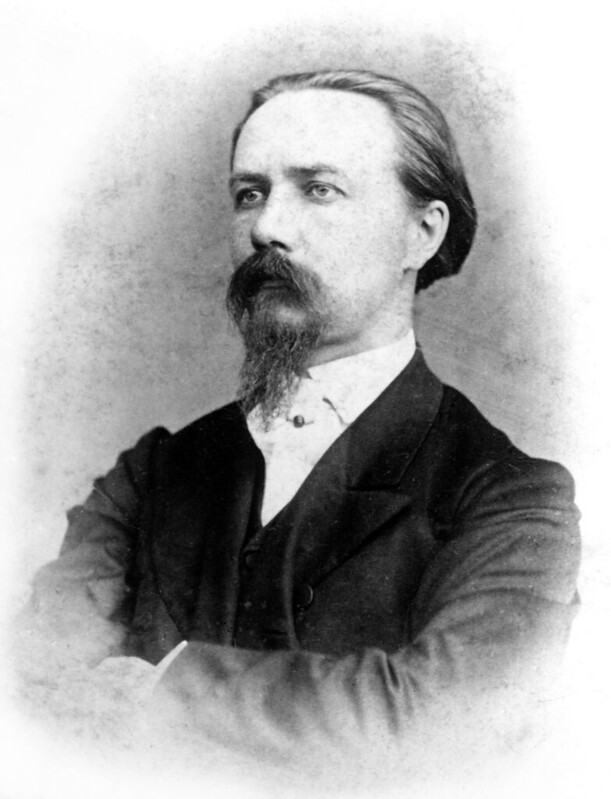
Головкінський Микола Олексійович (1834—1897)

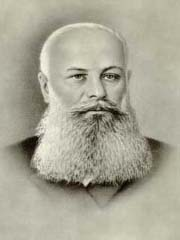
Докучаєв Василь Васильович (1846—1903)

Дослідження вітчизняних учених другої половини XIX — початку XX століть охопили гігантську за розмірами й унікальну за різноманітністю природних умов територію. Російське географічне товариство, Геологічний комітет, Переселенське управління організували експедиційні дослідження як у Російській імперії, так і поза її межами. Водночас регіональні геолого-географічні дослідження стали основою для розроблення й утвердження геолого-геоморфологічних і палеогеографічних концепцій.
Головну увагу вчені приділяли питанням походження рельєфу. Так, Микола Головкінський висловив припущення щодо коливального характеру тектонічних рухів Північної і Середньої Європи, встановив зв'язок між епейрогенічними рухами та формуванням річкових терас. У другій половині XIX — на початку XX ст. Петро Кропоткін розробив основи теорії материкових зледенінь четвертинного періоду та адекватного перетворення рельєфу північноазійських рівнин. Олександр Карпінський майже одночасно з австрійським геологом Зюссом розробив теорію коливальних рухів земної кори, визначив напрями змін земної поверхні у зв'язку з трансгресіями і регресіями. Василь Докучаєв створив учення про формування ерозійного рельєфу, походження ярів і балок, яке згодом назвали теорією формування річкових долин. Олексій Павлов, досліджуючи розвиток рельєфу рівнин, детально вивчав зсувні процеси, ввів терміни «делювій», «пролювій». Володимир Обручев дійшов висновку, що головні форми сучасного рельєфу, які дістали назву неотектонічних, є результатом коливальних рухів палеоген-антропогенового часу. Можна з упевненістю стверджувати, зазначав Обручев, що неотектоніка повністю пояснює всі особливості сучасного рельєфу поверхні суходолу всієї земної кулі.
Творцем теорії еволюції ерозійного рельєфу вважають Івана Черського, який у 1878 році, за одинадцять років до Дейвіса, розрізняв плосковерхі масивні гори, гостроверхі альпійські хребти та вирівняний рельєф — «вимерлі альпи». Ці типи рельєфу, на думку вченого, є послідовними стадіями ерозійного розчленування, яке розпочинається у піднятих гірських масивах, перетворює їх рельєф на альпійський і завершується утворенням зруйнованих гір. При цьому не тільки рельєф загалом, а й окремі його форми зазнають еволюції. Так, «альпійські» ущелини перетворюються на широкі вироблені долини з терасами.
У той самий період значний внесок у розвиток геоморфології зробили українські вчені. Зокрема, Степан Рудницький і Юрій Полянський досліджували річкові долини та лесовий покрив, що вкривав давні тераси. Павло Тутковський вивчав вплив еолових процесів на перетворення рельєфу. В. Різниченко розробив класифікацію форм рельєфу, утворених гляціодислокаціями. Лев Семенович Берг уперше здійснив геоморфологічне районування, вивчив дію клімату на рельєф, ґрунти, рослинний і тваринний світ, дослідив територію України. Опис і класифікацію рельєфу території Російської імперії та сусідніх регіонів майже одночасно здійснили О. Крубер, Фердинанд Ріхтгофен, Альфред Геттнер.

#### Геоморфологія в СРСР
За часів СРСР в XX столітті геологорозвідувальні роботи проводили у Заполяр'ї, гірських масивах Південного Сибіру, на Далекому Сході, у Середній Азії. Освоєння Північного морського шляху відкрило широкі можливості для вивчення рельєфу великих просторів земного суходолу, а також морського та океанічного дна. Водночас досліджували рельєф освоєних територій — України, Молдови, Білорусі, країн Балтії, Європейської частини Росії, Уралу, Кавказу. На основі вивчення значних за розмірами територій суходолу в середині XX століття було розроблено низку геоморфологічних концепцій. Так, Костянтин Марков створив концепцію геоморфологічних рівнів. Її суть полягає у тому, що попри те, що видимі прояви у рельєфі ендогенних сил (гори, височини, западини тощо) виглядають грандіознішими та ефектнішими, ніж форми земної поверхні, утворені екзогенними процесами (річкова долина, моренний пагорб, льодовиковий цирк у горах чи яр), проте загальний прояв їх у масштабі геологічного часу, є кількісно зіставним. Це підтверджується підрахунками швидкостей руйнування (денудації). У високих горах внаслідок процесів руйнування за рік зникає шар порід завтовшки від 0,2-0,5 до 1 мм, і якби гори не «поновлювалися» внаслідок висхідних тектонічних рухів, то через кілька мільйонів років після свого утворення вони б повністю зникли. Якщо вертикальні рухи земної кори припиняться (настане відносний тектонічний спокій), екзогенні процеси вирівнюватимуть рельєф. При цьому виникатимуть майже горизонтальні поверхні, які нагадуватимуть рівну поверхню Світового океану. Вивчення цих деформованих геоморфологічних рівнів — піднятих чи опущених — дає змогу виявити вертикальні рухи, дослідити діяльність ендогенних чинників. Залежно від превалюючого чинника Марков поділив їх на чотири рівні:
- абразійно-акумулятивний рівень окраїн материків
- денудаційно-акумулятивний рівень поверхні рівнин
- рівень снігової лінії
- рівень вершинної поверхні гір.

Виокремлюючи різні геоморфологічні рівні, Марков розглядав рельєф Землі ніби «збоку», у профіль. Згідно з концепцією Інокентія Герасимова (погляд на рельєф «згори»), є три генетичні категорії форм рельєфу, що охоплюють усе різноманіття рельєфу земної поверхні:
- Геотектури — найбільші форми рельєфу планети — материки, океанічні западини, рівнинно-платформні області, головні гірські пояси. Припускають, що вони завдячують своїм походженням взаємодії планетарних (космічних) сил з усіма іншими процесами формування рельєфу.
- Морфоструктури — це переважно великі форми рельєфу, які утворюються внаслідок взаємодії ендо- та екзогенних сил за провідної, визначальної ролі ендогенного чинника — рухів земної кори. До них належать деякі гірські системи та їх частини: хребти, нагір'я, плоскогір'я, міжгірні западини, низовини й височини рівнин, окремі тектонічні структури (антикліналі й синкліналі, підняті та опущені блоки земної кори, обмежені розломами), відображені у рельєфі.
- Морфоскульптури — це здебільшого невеликі форми рельєфу, утворені екзогенними процесами під час взаємодії з іншими чинниками формування рельєфу: моренне пасмо, балка, трог, піщана дюна тощо.

Отже, згідно з цією концепцією, елементи морфоструктури утворюють основу, каркас рельєфу, а морфоскульптури — своєрідний орнамент, який укриває цей каркас. Найбільша одиниця класифікації морфоскульптур — морфоскульптурна зона. Зони розрізняють за основним екзогенним процесом, який вплинув на її рельєф у теперішній або минулий час, наприклад зона давньольодовикової, флювіальної, аридної морфоскульптури. Частини морфоскульптурної зони — країни, провінції, області, райони — відображують індивідуальні особливості різних територій, які найчастіше визначають за морфоструктурними умовами.
Розроблені майже одночасно і незалежно одна від одної концепції К. Маркова та І. Герасимова були перевірені на практиці й стали основою для розвитку геоморфологічних уявлень у середині XX століття. Новий підхід щодо вивчення ендогенних процесів дістав назву «морфоструктурний аналіз», а одним з основних його методів був аналіз деформацій різновікових поверхонь вирівнювання, які є конкретним відображенням у рельєфі геоморфологічних рівнів.
У той період проводили численні регіональні роботи в різних галузях геоморфології:
- дослідження у царині загальної, кліматичної й генетичної геоморфології — І. Щукін (Росія), В. Бондарчук, С. Рудницький, П. Тутковський (Україна);
- палеографічні роботи — М. Веклич (Україна);
- палеогеоморфологічні роботи — В. Галицький, Ю. Кошик (Україна), Г. Горецький (Білорусь);
- геоморфологічне картографування — А. Спиридонов і Н. Башеніна;
- вивчення ролі тектонічного чинника у формуванні рельєфу — В. Бондарчук, К. Геренчук, П. Цись, І. Гофштейн, І. Соколовський, М. Волков (Україна);
- розробка проблем динамічної геоморфології — С. Воскресенський, Г. Ананьєв;
- структурно-геоморфологічні дослідження — Ю. Мещеряков (Росія);
- неотектонічні дослідження — В. Палієнко (Україна) і О. Чедія (Киргизстан);
- клімато-геоморфологічні дослідження — О. Дєдков (Росія);
- дослідження поверхонь вирівнювання — Д. Тимофєєв (Росія);
- вивчення рельєфу гірських країн — Н. Костенко, Л. Івановський, Г. Уфімцев, Б. Агафонов (Росія), М. Жандаєв (Казахстан), Б. Будагов (Азербайджан), С. Бальян (Вірменія).

## Геоморфологія в Україні

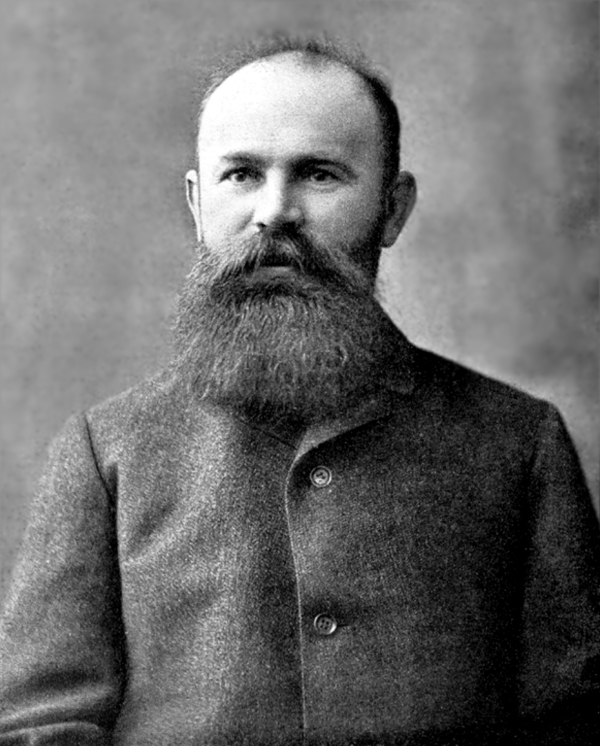
Андрусов Микола Іванович (1861—1924)

Різниченко Володимир Васильович (1870—1932)

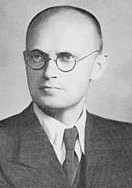
Кубійович Володимир Михайлович (1900—1985)

Геренчук Каленик Іванович (1904—1984)

Маринич Олександр Мефодійович

Становлення української геоморфологічної школи відбувалося впродовж тривалого часу і пов'язане з іменами відомих учених другої половини XIX — початку XX століть: В. Агафонова, М. Андрусова, П. Армашевського, М. П. Барбота де Марні, О. Гурова, І. Леваковського, В. Докучаєва, В. Ласкарева, С. Рудницького, М. Соколова, П. Тутковського, К. Феофілактова.
Формуванню певних знань про рельєф України й виробленню передових наукових концепцій сприяли роботи географів і геологів Київського, Львівського, Одеського та Харківського університетів, ґрунтознавчі експедиції В. Докучаєва, десятиверстова геологічна зйомка та експедиції для проведення осушування боліт. Пріоритетними на той час були дослідження льодовикового, долинно-ерозійного, еолового рельєфу, а також вивчення впливу геологічної будови на формування рельєфу.
У 1920—1930-х роках рельєф України досліджували у зв'язку із проведенням широкомасштабного геологічного розвідування та картографування ґрунтового покриву. Праці С. Рудницького, Ю. Полянського, П. Тутковського, В. Бондарчука, Р. Виржиківського, М. Дмитрієва (опубліковано першу працю узагальнювального характеру «Рельєф України» в 1936 році, в якій зроблено спробу дослідити геоморфологічне районування), Б. Личкова, Г. Мирчинка, В. Різниченка, Д. Соболєва, С. Соболева, В. Чирвінського, В. Крокоса, Б. Мефферта, В. Кубійовича та інших дали змогу створити цілісне уявлення про рельєф України та основні етапи його формування впродовж антропогенного періоду. У той час було створено перші схеми природно-географічного районування, опубліковано низку узагальнювальних праць, зокрема Д. Соболева «Ескіз геоморфології України» (1928), «Атлас України та суміжних країв» (1937) і «Ґеоґрафія українських і сумежних земель» (1938) за редакцією В. Кубійовича, в яких наведено характеристику рельєфу України і процесів його формування. Водночас відбувалося формування геоморфологічних шкіл у Києві, Харкові, Львові, напрями і тенденції геоморфологічних досліджень яких збереглися й понині.
У зв'язку з вирішенням численних господарських завдань проводилося дослідження природи України загалом та її рельєфу зокрема. Особлива увага приділялася вивченню річкових долин та історії розвитку рельєфу, що було дуже важливим для гідроенергетичного будівництва (Ф. Саваренський, Д. Назаренко, А. Ромоданова). Водночас активно дискутується питання походження канівських дислокацій (В. Різниченко, В. Бондарчук та ін.).
У повоєнні роки на розвиток української геоморфології вплинули праці Б. Личкова, В. Бондарчука, К. Геренчука і П. Цися щодо загальної й теоретичної геоморфології, вчення про тектоорогенію, концептуальних засад прикладної геоморфології. Значним внеском у формування української геоморфологічної школи стали праці П. Заморія, присвячені морфолітогенетичному напряму, запровадженому ще П. Тутковським. Петро Заморій у 1949 році очолив першу в Україні кафедру геоморфології у Київському університеті імені Тараса Шевченка. Рельєф західного регіону України досліджували К. Геренчук, П. Цись, а поліського — О. Маринич. Палеогеографічні дослідження проводив М. Веклич.
Починаючи з 1950-х років формуються основні напрями геоморфологічних досліджень в Україні. Значного розвитку набули:
- морфоструктурні та неотектонічні дослідження (К. Геренчук, І. Соколовський, П. Цись, О. Маринич, М. Веклич, І. Рослий, М. Волков, І. Гофштейн, С. Проходський, В. Палієнко, І. Черваньов та ін.);
- теорія і методологія геоморфології (В. Бондарчук, І. Соколовський, К. Геренчук, П. Цись, І. Рослий, В. Палієнко, І. Черваньов);
- палеогеоморфологія та палеогеографія (А. Ромоданова, П. Заморій, М. Веклич, В. Галицький, Н. Сіренко, О. Адаменко, М. Куниця, І. Рослий, П. Гожик, М. Волков, Ю. Кошик, І. Мельничук);
- дослідження ярусності рельєфу та циклічності геоморфогенезу (О. Маринич, І. Рослий, П. Цись, В. Палієнко, О. Адаменко);
- геоморфологічне картографування (І. Соколовський, Я. Кравчук, І. Рослий, І. Черваньов, В. Пономар, Ю. Грубрін, Е. Палієнко);
- вивчення сучасних геоморфологічних процесів (Л. Скварчевська, А. Оліферов, Шуйський Ю. Д., О. Клюкін, Б. Вахрушев, Я. Кравчук, Л. Зеленська, І. Ковальчук, В. Стецюк);
- регіональної геоморфології (П. Цись, О. Маринич, М. Кожуріна, В. Некос, Ю. Грубрін, Е. Палієнко, В. Чирка та ін.);
- закономірностей формування рельєфоутворювальних відкладів (Заморій П., М. Веклич, А. Ромоданова, П. Гожик, А. Богуцький, Ю. Кошик, В. Чирка).

Останнім часом геоморфологи України особливу увагу приділяють теоретичним проблемам розвитку рельєфу, зокрема:
- проблемам морфологічної структури та саморозвитку рельєфу (школа І. Черваньова),
- геоморфодинаміки (В. Дублянський, О. Клюкін, І. Ковальчук, А. Оліферов, Ю. Шуйський, Г. Рудько),
- моделювання рельєфоутворювальних процесів (Є. Єлисєєва),
- екологічної та антропогенної геоморфології, урбогеоморфології тощо.

Упродовж усього періоду становлення української геоморфології особливе місце посідали прикладні геоморфологічні дослідження:
- пошуки родовищ нафти й газу (П. Заморій, М. Веклич, М. Волков, В. Палієнко, І. Соколовський, І. Черваньов та ін.)
- вирішенням інженерно-геоморфологічних (Я. Кравчук, Р. Купраш, В. Палієнко, Ю. Швидкий, Е. Палієнко, Г. Рудько, І. Ковальчук, В. Стецюк та ін.)
- еколого-геоморфологічних завдань (О. Адаменко, І. Ковальчук, Г. Рудько, В. Стецюк та ін.).

Перспективними напрямами української геоморфології є:
- вдосконалення знань щодо рельєфу як однієї з основних складових ландшафту з властивими йому морфологічними, віковими, генетичними й динамічними особливостями, що визначають розподіл речовини та енергії у географічній оболонці;
- вивчення сучасних геоморфологічних процесів;
- пошук родовищ корисних копалин;
- вирішення інженерних, екологічних, природоохоронних та освітніх завдань.